# Macromya connectans
Macromya connectans är en tvåvingeart som först beskrevs av Townsend 1912.  Macromya connectans ingår i släktet Macromya och familjen parasitflugor.
Artens utbredningsområde är Peru. Inga underarter finns listade i Catalogue of Life.